# 黃輔辰
黃輔辰（1798年—1866年），譜名安軫，字星北，號琴塢，貴州貴築（今貴陽）人，籍貫湖南醴陵，清朝政治人物，同進士出身。

## 生平
道光二年（1822年）中壬午科貴州鄉試舉人。道光十五年（1835年）登乙未科進士，授吏部主事。道光三十年（1850年）升验封司员外郎，不久迁考功司郎中。輔辰为人刚毅，持正不阿，屢忤尚書恩桂，又因知州易某貪瀆之事，而與吏部侍郎張芾爭執，並且再三表達抗議。同官或目之曰「硬黃」，便將這兩字刻在石碑上送給他。咸豐初年（1851年）於貴築辦團練。咸丰九年（1859年）调直隶前线防务要员。同治五年（1866年）任陕西鳳邠盐法道道员，积极推广营田，並发给耕牛、籽种、农具等，寓兵於農。著有《营田辑要》三卷。有子黃彭年。

## 延伸阅读
[在维基数据编辑]
 《清史稿·卷434》，出自趙爾巽《清史稿》